# Ɨ̈
Cette page contient des caractères spéciaux ou non latins. S’ils s’affichent mal (▯, ?, etc.), consultez la page d’aide Unicode.
Ɨ̈ (minuscule : ɨ̈), appelé I barré tréma, est un graphème utilisé dans l’écriture du chinantèque d’Ojitlán, du chinantèque de Tepinapa, du chinantèque d’Usila et du chinantèque de Valle Nacional au Mexique, de l’iñapari au Pérou, du kire en Papouasie-Nouvelle-Guinée et du siriono en Bolivie,  du ngbugu et du nzakara en République centrafricaine. Il s’agit de la lettre Ɨ diacritée d’un tréma.

## Utilisation
Dans plusieurs langues chinantèques, dont le chinantèque d’Ojitlán, le chinantèque de Tepinapa, le chinantèque d’Usila ou le chinantèque de Valle Nacional, le i barré tréma est utilisé pour représenter une voyelle nasale, le tréma représentant la nasalisation.

## Représentations informatiques
Le I barré tréma peut être représenté avec les caractères Unicode suivants :
- décomposé (latin étendu B, alphabet phonétique international, diacritiques) :

| formes    | représentations | chaînes de caractères | points de code | descriptions                                      |
| --------- | --------------- | --------------------- | -------------- | ------------------------------------------------- |
| capitale  | Ɨ̈               | Ɨ◌̈                    | U+0197 U+0308  | lettre majuscule latine i barré diacritique tréma |
| minuscule | ɨ̈               | ɨ◌̈                    | U+0268 U+0308  | lettre minuscule latine i barré diacritique tréma |

## Sources
- (es + chj) INEA, Escribo mi lengua. Chinanteco de Ojitlán, ꞌE sɨɨ̱ jújmi kiɨ͇. Jújmi kíꞌ tsa kö ꞌwɨ̱̈ɨ̈, Mexico, Instituto Nacional para la Educación de los Adultos, INEA, coll. « MIBES » (no 7), 2011 (lire en ligne)